# دسته‌روی مذهبی در استان کورسک

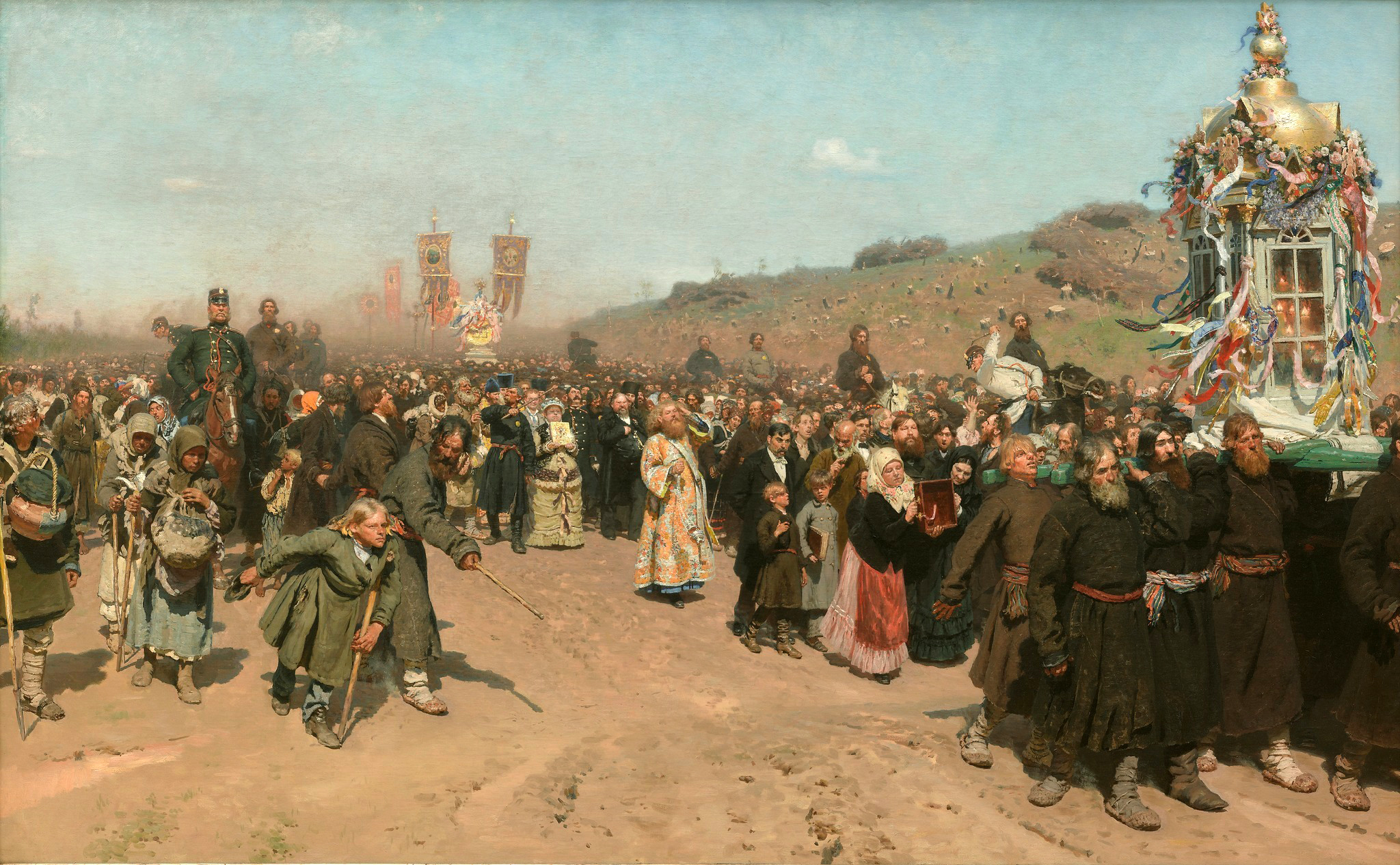
دسته‌روی مذهبی در استان کورسک، نگارخانه ترتیاکوف، موسکو، ۱۷۵ × ۲۸۰ سانتی‌متر

دسته‌روی مذهبی در استان کورسک (به انگلیسی: Religious Procession in Kursk Governorate) (همچنین با عناوین مراسم عید پاک در ناحیه کورسک یا یک راهپیمایی مذهبی در کورسک گوبرنیا شناخته می‌شود) (به روسی:Крестный ход в Курской губернии) نقاشی بزرگ رنگ روغن روی بوم اثر نقاش و مجسمه‌ساز واقع‌گرای روسی ایلیا رپین (۱۹۳۰–۱۸۴۴) می‌باشد. این اثر که بین سال‌های ۱۸۸۰ و ۱۸۸۳ به پایان رسید، توده‌ای خروشان و جمع‌شده را نشان می‌دهد که در مراسم سالانه دسته‌روی (مسیحیان کلیسای ارتدکس شرقی) شرکت می‌کنند که نماد معروف بانوی ما از کورسک را از خانه‌اش در پوستین موناستری به شهر مجاور کورسک در غرب روسیه حمل می‌کنند.
این صفوف توسط کشیشان ارتدوکس لباس پوشیده که نمادها، فستون‌ها و بنرهایی را بالای سر خود در دست دارند، از میان منظره‌ای غبارآلود هدایت می‌شود. پشت سر آنها جمعیتی عمدتاً از دهقانان دنبال می‌شوند، اما در میان آنها از گدایان و افراد ناتوان، افسران پلیس و نظامی گرفته تا چهره‌هایی از نخبگان استانی نیز حاضرند. به دلیل نگه داشتن این نماد توسط مردی که به نظر می‌رسد مست است، مراسم مذهبی به بحث و جدل منجر شد.
این نقاشی ادامه تفسیر اجتماعی رپین در آثارش است و موارد سوء استفاده از کلیسا و دولت را برجسته می‌کند. او دربارهٔ این اثر نوشت: «من تمام نیروهای بی‌اهمیت خود را به کار می‌برم تا به ایده‌هایم رنگ واقعیت بدهم؛ زندگی اطرافم به شدت مرا آزار می‌دهد و آرامشی به من نمی‌دهد — التماس می‌کند که بر روی بوم شکار شوم…»